# Greenpeace

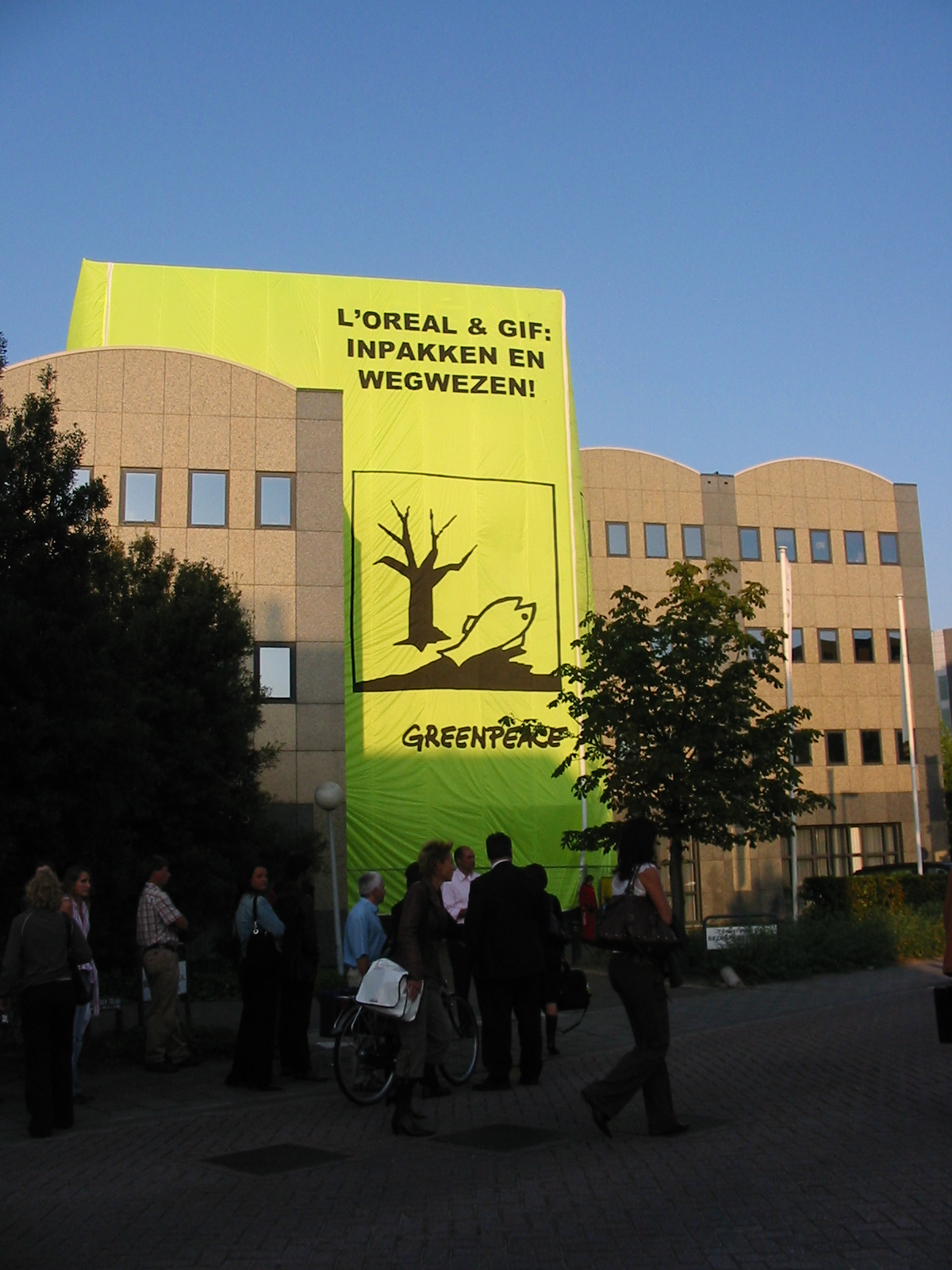
Nederländsk protestaktion mot L'Oréal, september 2006.

Greenpeace är en organisation som grundades i Kanada 1971. Den grundades med målet att stoppa kärnvapenprov men har utvecklats till att bli en allmän, internationell miljöorganisation. Ett av Greenpeaces signum är dess protestaktioner, som ofta ges stor uppmärksamhet.

## Historik
Greenpeace grundades som "Don't Make A Wave Committee". Denna kommitté skapades 1970 i det enda syftet att stoppa USA:s andra kärnvapenprov i Alaska. Kommitténs grundare och första medlemmar var:
- Patrick Moore, ekologistuderande vid University of British Columbia
- Paul Cote, juridikstuderande vid University of British Columbia
- Jim Bohlen, djuphavsdykare och radaroperatör vid den amerikanska marinen
- Irving Stowe, kväkare och jurist vid Yale University
- Bill Darnell, socialarbetare

Kommittén bytte snart namn till "Greenpeace". Darnell var den som kom på den dynamiska ordkombinationen som band samman gruppens miljöengagemang och motstånd mot kärnvapen. Ursprungligen var gruppen lika angelägen om sina pacifistiska mål som de miljöorienterade, men med tiden visade det sig vara effektivare att fokusera på miljöskydd.
1983 bildades Greenpeace i Sverige. 1999 slogs de nationella Greenpeace-kontoren i Danmark, Sverige, Finland och Norge ihop till Greenpeace Norden. Greenpeace Norden stöds av drygt 150 000 privatpersoner som 2010 bidrog med drygt 117 miljoner kronor. På huvudkontoret i Stockholm och de nationella kontoren i Köpenhamn, Oslo och Helsingfors arbetar sammanlagt cirka 100 anställda. Dessutom arbetar många frivilligt med allt ifrån kontorsarbete till aktioner.
Greenpeace har sedan starten fått mycket uppmärksamhet från världens säkerhetstjänster på grund av sin inblandning i känsliga frågor som kärnvapen, kärnvapenprov och rätten att röra sig fritt till havs. Den militära tidskriften Soldier of Fortune har publicerat artiklar om Greenpeaces världsomfattande aktioner, och organisationens beryktade beredvillighet att utmana vilken statsmakt[källa behövs] som helst har imponerat även på professionella strateger. Under det kalla kriget landsatte Greenpeace en enda gång ett inspektionsteam inne i Sibirien för att studera sälfångst och undslapp den frustrerade sovjetiska marinen med mycket liten marginal. 
1985 ledde Greenpeace Stillahavskampanj till att den franska regeringen skickade en grupp kommandosoldater till Nya Zeeland för att förstöra organisationens fartyg Rainbow Warrior. Två bomber exploderade ombord och sänkte fartyget tillsammans med besättningsmannen Fernando Pereira. De franska agenterna rannsakades i Nya Zeeland, men frigavs efter franska påtryckningar.

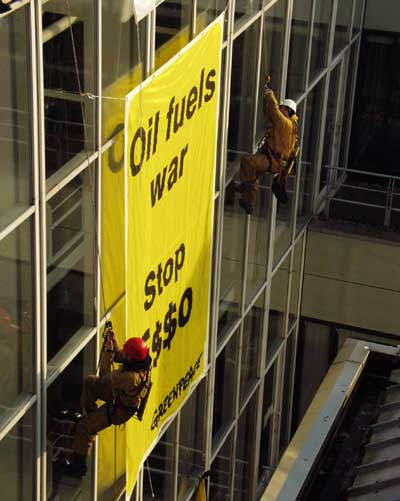
Brittisk demonstration mot Exxon/Esso, mars 2003.

## Verksamhet
Organisationen är aktiv inom ett flertal miljöområden men lägger för närvarande mest arbete på att: 
1. Stoppa den globala uppvärmningen
2. Bevara den biologiska mångfalden i världens hav

Andra prioriterade områden är kärnvapennedrustning, att avveckla kärnkraften, att eliminera farliga kemikalier i miljön, att stoppa spridningen av genmodifierade organismer, GMO, i naturen samt att bevara den biologiska mångfalden i världens skogar.
Förutom traditionellt opinionsarbete arbetar Greenpeace med en kombination av icke-våld och direkt aktion. Detta innebär att organisationen försöker dra uppmärksamhet till angelägna ämnen genom vanligen spektakulära och dramatiska aktioner mot till exempel valfångstfartyg, kärnkraftsanläggningar, och dylikt. Målen för dessa drabbningar kallar ofta motståndarna för ekoterrorism, trots att Greenpeace tar avstånd från våld. Man siktar alltid mot att agera efter den civila olydnadens fyra grundprinciper; icke-våld, öppenhet, ansvarstagande samt uteblivande av onödig skadegörelse.
Dessa mycket välplanerade, och ofta även välfinansierade, protestaktioner brukar vara en kombination av maximal medial exponering av organisationens flotta och personal och ett väl inarbetat pressmaskineri, till exempel på Greenpeace.org. Organisationens kampanjer följer för det mesta principen om total transparens och öppenhet ned till de mest grundläggande strategiska besluten. Denna organisationsform har utvecklats utifrån Winston Churchills strategi från andra världskriget: trovärdig journalistik är effektivare i propagandasyfte än ett hårt styrt propagandamaskineri. Fakta som människor tror på verkar på egen hand.
Greenpeace största framgångar innefattar ett slut på kärnvapenprover i atmosfären; ett moratorium mot kommersiell valfångst; och att etablera Antarktis som en världspark. Greenpeace största massmediala misslyckande var under protesterna mot sälfångsten i Nordnorge, där organisationens jättefartyg tornade upp sig över de lokala fiskarnas småbåtar och gav intryck av den urbaniserade elitens angrepp på den lilla människan i landskapet.[källa behövs]

## Kritik
Greenpeace har anklagats för att vara en odemokratisk organisation eftersom besluten inte fattas av organisationens medlemmar utan av dess anställda[källa behövs]. Greenpeace har svarat, att verksamhetens art är sådan att man snabbt måste kunna fatta viktiga beslut och en folkrörelse i traditionell nordisk tappning inte är möjlig. Greenpeace följer istället den brukliga organisationsformen[källa behövs] i den anglo-saxiska världen. Man skiljer alltså på stödmedlemmar och röstande medlemmar. Som stödmedlem kan man bli röstande medlem genom att bli nominerad till årsmötet av befintliga röstande.
Den kanadensiska ekologen Patrick Moore, som var en av Greenpeaces grundare, lämnade organisationen 1986 när den, enligt Moore, beslutade att stödja ett totalt förbud av klor i dricksvatten. Moore säger att Greenpeace idag är mer politiskt än vetenskapligt motiverade och att ingen av hans dåvarande kollegor hade någon vetenskaplig utbildning.

## Finansiering
Greenpeace grundades i Nordamerika, men har haft betydligt större framgångar i Europa där antalet givare är större och den största delen av det finansiella stödet kommer ifrån. Greenpeace säger sig inte ta emot pengar från företag eller stater för att värna sitt oberoende. De tar dock emot pengar från Postkodlotteriet. Största delen av Greenpeaces finansiering kommer från privata månadsgivare, både i Sverige och internationellt. År 2023 hade Greenpeace i Norden 84% av sin finansiering från privata gåvor och testamenten, 8% procent kom från Postkodlotteriet och 10% från stiftelser och den internationella moderorganisationen.